# Алексі Мустонен
Алексі Мустонен (фін. Aleksi Mustonen; 28 березня 1995, м. Гельсінкі, Фінляндія) — фінський хокеїст, нападник. Виступає за «Ільвес» (Тампере) у Лійзі.
Вихованець хокейної школи «Йокеріт» (Гельсінкі). Виступав за «Йокеріт» (Гельсінкі), «Кієкко-Вантаа».
У чемпіонатах Фінляндії — 64 матчі (6+15).
У складі молодіжної збірної Фінляндії учасник чемпіонатів світу 2014 і 2015. У складі юніорської збірної Фінляндії учасник чемпіонатів світу 2012 і 2013.
Досягнення
- Переможець молодіжного чемпіонату світу (2014)
- Бронзовий призер юніорського чемпіонату світу (2013).